# George Rhoden
George Rhoden   (Kingston, 13 de desembre de 1926 - Estats Units d'Amèrica, 24 d'agost de 2024) fou un atleta jamaicà, especialista en curses de mig fons, guanyador de dues medalles d'or olímpiques.
Nascut a Kingston el 1926, posteriorment es va traslladar a San Francisco, Califòrnia, on es va convertir en un dels corredors jamaicans amb més èxits de finals de la dècada de 1940 i començament de la de 1950. El 1948 va prendre part en els Jocs Olímpics d'Estiu de Londres, on disputà dues proves del programa d'atletisme. En els 4x400 metres relleus disputà la final, però una lesió muscular d'Arthur Wint obligà l'equip a abandonar. El 22 d'agost de 1950 a Eskilstuna, Suècia, va establir un nou rècord mundial en els 400 metres llisos amb un temps de 45,8". També va guanyar els campionats de l'AAU en 400 metres del 1949 al 1951 i, com a estudiant de la Universitat Estatal Morgan va guanyar els campionats de la NCAA de 220 iardes el 1951 i en 440 iardes del 1950 al 1952. El 1952 va prendre part en els Jocs Olímpics d'Estiu de Hèlsinki, on disputà dues proves del programa d'atletisme. Guanyà la medalla d'or en els 400 metres i els 4x400 metres, on va formar equip amb Arthur Wint, Leslie Laing i Herb McKenley. En aquesta darrera prova va establir un nou rècord mundial.

## Millors marques
- 100 metres. 10.3" (1950)
- 200 metres. 20.9" (1952)
- 400 metres. 45.8" (1947)[3]